# Junction Valley
Das Junction Valley (englisch für Verbindungstal) ist ein Tal an der Nordküste Südgeorgiens im Südatlantik. Am Westufer der Cumberland East Bay reicht es vom Taleingang am Hestesletten westwärts bis zum Echo-Pass. 
Die Benennung geht auf Teilnehmer der Schwedischen Antarktisexpedition (1901–1903) unter der Leitung Otto Nordenskjölds zurück. Diese benannten so die gesamte Talsohle zwischen der Cumberland East Bay und der Cumberland West Bay. Heute heißt der östliche Teil Sphagnum Valley und ist über den Echo-Pass mit dem Junction Valley verbunden.